# بلال منصور علي
بلال منصور علي مواليد 17 أكتوبر 1988 في كينيا عداء مسافات متوسطة بحريني الجنسية كيني المولد. متخصص في سباق 1500 متر. أفضل رقم شخصي له هو 1:44.02 دقيقة في سباق 800 متر.
ولد باسم جون ييجو في 17 أكتوبر عام 1988 في كينيا. هناك الكثير من الجدل حول عمره بدءا من فوزه بسباق 1500 متر في بطولة العالم للشباب لألعاب القوى 2005 في مراكش بالمغرب حيث أصبح في محل شك بشأن الغش في عمره. في أغسطس 2005 فتح الاتحاد الدولي لألعاب القوى تحقيقا بشأن بلال منصور علي وطارق مبارك طاهر وآدم إسماعيل خميس وجميعهم بحرينيين ولدوا في كينيا.
شارك في الشهر نفسه في بطولة العالم لألعاب القوى 2005. حقق نجاحا كبيرا في سباق 800 متر حينما حل سابعا. في يونيو حقق رقم قياسي شخصي في سباق 800 متر بزمن قدره 1:44.34 دقيقة في كونيليانو بإيطاليا وهو في نفس الوقت أفضل رقم قياسي للشباب تحت 18 سنة.
في يوليو 2006 تم القبض عليه في كينيا بالاشتباه بغشه في عمره في بطولة العالم للشباب عام 2005. اجتمع مجلس الاتحاد الدولي لألعاب القوى في بكين بالصين عند انعقاد بطولة العالم للناشئين لألعاب القوى 2006. قبل القبض عليه بعدة أيام فاز بالميدالية البرونزية في سباق 1500 متر وحل سابعا في سباق 800 متر. في أواخر عام 2006 تمت تبرئته من كل التهم وفي ديسمبر حصل على الميدالية الفضية في دورة الألعاب الآسيوية 2006. في نوفمبر 2010 فاز بالميدالية البرونزية في دورة الألعاب الآسيوية 2010.

## الميداليات
| الميدالية | المسابقة                   |
| --------- | -------------------------- |
| فضية      | دورة الألعاب الآسيوية 2006 |
| برونزية   | دورة الألعاب الآسيوية 2010 |

## روابط خارجية
- بلال منصور علي على موقع الاتحاد الدولي لألعاب القوى (الإنجليزية)
- بلال منصور علي على موقع الدوري الماسي (الإنجليزية)
- بلال منصور علي على موقع اللجنة الأولمبية الدولية (الإنجليزية)
- بلال منصور علي على موقع أوليمبيديا (الإنجليزية)